# Icterus leucopteryx
El turpial jamaicano o turpial caribeño (Icterus leucopteryx) es una especie de ave paseriforme de la familia Icteridae. Es nativo de Jamaica y de la isla colombiana de San Andrés. Anteriormente habitó en la isla de Gran Caimán, pero actualmente se encuentra extinto.
Su hábitat natural son los bosques húmedos, montanos y zonas degradadas.

## Subespecies
Tiene tres subespecies reconocidas:
- I. l. bairdi Cory, 1886; subespecie de la isla de Gran Caimán, probablemente extinto;
- I. l. lawrencii Cory, 1887; subespecie de la isla de San Andrés;
- I. l. leucopteryx (Wagler, 1827), la subespecie de Jamaica.